# 조슈아 앵그리스트
조슈아 데이비드 앵그리스트(Joshua David Angrist, 1960년 9월 18일 ~ )는 이스라엘계 미국인 경제학자이자 매사추세츠 공과대학교의 포드 경제학 교수이다. 2021년, 앵그리스트는 데이비드 카드와 휘도 임번스와 공동으로 노벨 경제학상을 수상했다. 앵그리스트와 임번스는 인과관계(Causal inference)의 분석에 대한 방법론적인 기여로 인해 상을 함께 나누었다.